# Jazovir Topolnitsa
jazovir Topolnitsa (bulgariska: Язовир Тополница) är en reservoar i Bulgarien.   Den ligger i regionen Pazardzjik, i den centrala delen av landet, 60 km öster om huvudstaden Sofia. jazovir Topolnitsa ligger 433 meter över havet. Arean är 4,1 kvadratkilometer.
I omgivningarna runt jazovir Topolnitsa växer i huvudsak blandskog. Runt jazovir Topolnitsa är det ganska glesbefolkat, med 36 invånare per kvadratkilometer.